# Prosalirus bitis
Il prosaliro (Prosalirus bitis) è un anfibio estinto, appartenente agli anuri. Visse nel Giurassico inferiore (Pliensbachiano, circa 185 milioni di anni fa) e i suoi resti fossili sono stati ritrovati in Arizona (USA). È considerato il più antico anuro noto.

## Descrizione
Questo animale è conosciuto per alcuni resti disarticolati, che tuttavia permettono di ricostruire un anfibio simile a una rana attuale; non superava i 10 centimetri di lunghezza. Prosalirus aveva in gran parte perso le caratteristiche simili a quelle delle salamandre dei suoi antenati. Possedeva uno scheletro progettato per assorbire la forza prodotta da un salto tramite le zampe posteriori. Prosalirus possedeva anche ossa lunghe dell'anca, ossa lunghe delle zampe posteriori e delle caviglie, del tutto simili a quelle delle rane moderne.
Le caratteristiche craniche di Prosalirus includono premascella e mascella dotate di denti; un parasfenoide con un processo lanceolato cultriforme e ale posterolaterali; uno sfenetmoide ben ossificato e non appaiato; una staffa di foggia moderna. L'atlante ha una fossa notocordale tra i cotili ed era sprovvisto di costole, come nelle odierne rane. Il sacro, sprovvisto di postzigapofisi, possiede ali allungate e strette, e un'articolazione intercentrale cartilaginea con un breve urostilo. Lo scheletro appendicolare presenta un glenoideo relativamente primitivo, un prolungamento del tronco iliaco, l'allungamento degli arti posteriori, la fusione radio-ulnare e tibiofibulare, e i tarsali prossimali non fusi e allungati.

## Classificazione
Prosalirus bitis è stato descritto per la prima volta nel 1995, sulla base di alcuni resti fossili ritrovati in Arizona, nella formazione Kayenta. Questo animale è considerato il più antico tra gli anuri, il gruppo di anfibi comprendenti rane e rospi attuali. I fossili di Prosalirus indicano che doveva essere uno dei più basali tra gli anuri, e non può essere incluso in nessuna delle famiglie attuali. Il nome generico deriva dal verbo latino prosalire ("saltare in avanti"). Altri anuri basali del Giurassico erano i sudamericani Vieraella e Notobatrachus.